# Zbigniew Spruch
Zbigniew Spruch (ur. 13 grudnia 1965 w Kożuchowie) – polski kolarz szosowy, zawodowy wicemistrz świata.
Miał bogatą karierę amatorską, odniósł 120 zwycięstw, m.in. wygrał 2 etapy w Wyścigu Pokoju, 4 etapy w wyścigu Dookoła Dolnej Saksonii, 3 etapy w wyścigu Dookoła Nadrenii; zdobył także mistrzostwo Polski. W 1992 rozpoczął karierę zawodową, reprezentował barwy grupy Lampre. W 1995 wygrał Tour de Pologne. Jeden etap wielkiego touru Vuelta Espana ukończył na 2. miejscu. Trzykrotnie startował w Tour de France, ale ani razu nie ukończył wyścigu.
Dwukrotny olimpijczyk: w Atlancie w 1996 r. był 9, a w Sydney w 2000 r. 20 w indywidualnym wyścigu szosowym.
Ponieważ dysponował skutecznym finiszem, szczególnie dobre rezultaty osiągał w wyścigach klasycznych, m.in. w Mediolan-San Remo (trzeci w 1999 i czwarty w 2000). W roku 2000 na mistrzostwach świata w Plouay zdobył srebrny medal w prestiżowym wyścigu elity ze startu wspólnego (lepszy okazał się tylko Łotysz Romāns Vainšteins). Wielokrotnie kończył w czołówce (także na podium) wyścigi zaliczane do kolarskiego Pucharu Świata.
W 2006 został dyrektorem sportowym polskiej drużyny kolarskiej CCC Polsat.
Odznaczony Krzyżem Kawalerskim Orderu Odrodzenia Polski (2000).

## Najważniejsze osiągnięcia sportowe
- 1988
  - 1. miejsce na 3. etapie Wyścigu Pokoju
- 1989
  - 1. miejsce na 3. i 5. etapie Tour de Pologne
  - 1. miejsce na 2. etapie Wyścigu Pokoju
- 1991
  - 1. miejsce w prologu (cz.c) i na 2., 3. i 4. etapie Tour de Pologne
- 1994
  - 3. miejsce w Paryż-Tours
- 1995
  - 1. miejsce w GP du Midi-Libre
  - 1. miejsce w Tour de Pologne
    - 1. miejsce na 2. etapie
- 1996
  - 3. miejsce na 9. i 18. etapie Giro d’Italia
  - 10. miejsce na 5. i 6. etapie Tour de France
  - 9. miejsce w igrzyskach olimpijskich (start wspólny)
- 1998
  - 1. miejsce w Settimana Ciclistica Lombarda
  - 1. miejsce na 1. etapie Tour de Pologne
  - 3. miejsce na 22. etapie Giro d’Italia
- 1999
  - 3. miejsce w Mediolan-San Remo
  - 2. miejsce na 7. etapie Tirreno-Adriático
  - 2. miejsce w Gandawa-Wevelgem
- 2000
  - 4. miejsce w Mediolan-San Remo
  - 20. miejsce w igrzyskach olimpijskich (start wspólny)
  -  2. miejsce w mistrzostwach świata (start wspólny)

## Starty w Wielkich Tourach
| Grand Tour | 1992 | 1993 | 1994 | 1995 | 1996 | 1997 | 1998 | 1999 | 2000 | 2001 | 2002 |
| ---------- | ---- | ---- | ---- | ---- | ---- | ---- | ---- | ---- | ---- | ---- | ---- |
| Giro       | 47.  | -    | 66.  | DNF  | 47.  | 100. | 72.  | -    | -    | -    | -    |
| Tour       | -    | DNF  | -    | -    | DNF  | -    | -    | DNF  | -    | -    | -    |
| Vuelta     | -    | 46.  | -    | -    | -    | -    | -    | DNF  | -    | -    | 130. |